# Légifrance
Légifrance ist die offizielle Website der französischen Regierung zur Veröffentlichung von Rechtsnormen und beispielhaften Entscheidungen französischer Gerichte. Die Seite wird vom Secrétariat général du gouvernement français, einer Staatskanzlei der Regierung, aktualisiert und betrieben und wurde mit Dekret vom 7. August 2002 beschlossen.